# 博蘭山 (葛拉漢地)
65°18′S 63°50′W / 65.300°S 63.833°W

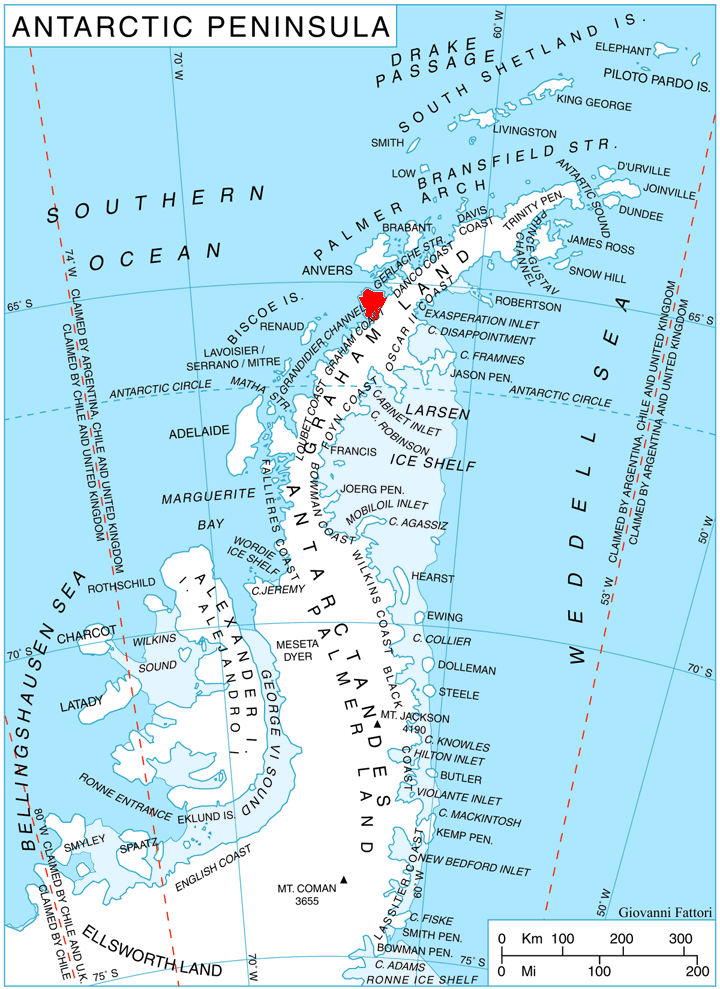

博蘭山（Mount Boland），是南極洲的山峰，位於葛拉漢地的基輔半島，處於盧米埃爾峰以東11公里，海拔高度超過1,065米，由讓-巴蒂斯特·夏古率領的法國探險隊發現，現時由南極條約體系管理。